# Ludgerusburg
Die Ludgerusburg ist eine geschleifte sternförmige Zitadelle im Norden Coesfelds in Nordrhein-Westfalen, deren Bau und Zerstörung in die zweite Hälfte des 17. Jahrhunderts fielen. Sie war die landesfürstliche Residenz Christoph Bernhard von Galens, die ihren Namen nach dem Hl. Ludgerus, dem ersten Bischof des Bistums Münster, erhielt.

## Geschichte
Noch im Jahre 1651, drei Jahre nachdem der Westfälische Friede einen Schlussstrich unter die Wirren des Dreißigjährigen Krieges gezogen hatte, lagerten hessische Truppen in Coesfeld. In den Friedensverhandlungen war Amalie Elisabeth von Hanau-Münzenberg, Witwe Wilhelms V., dem Landgrafen von Hessen-Kassel, eine hohe Entschädigung zugesagt worden, bis zu deren vollständiger Tilgung Coesfeld als Pfand in hessischer Besatzung verbleiben sollte. Christoph Bernhard von Galen, der neue Fürstbischof des Hochstifts Münster, machte die Befreiung der Stadt zu einer seiner vordringendsten Aufgaben und konnte durch Vorausleistungen und Verhandlungsgeschick erreichen, dass die Hessen am 1. Juli 1652 aus Coesfeld abrückten.

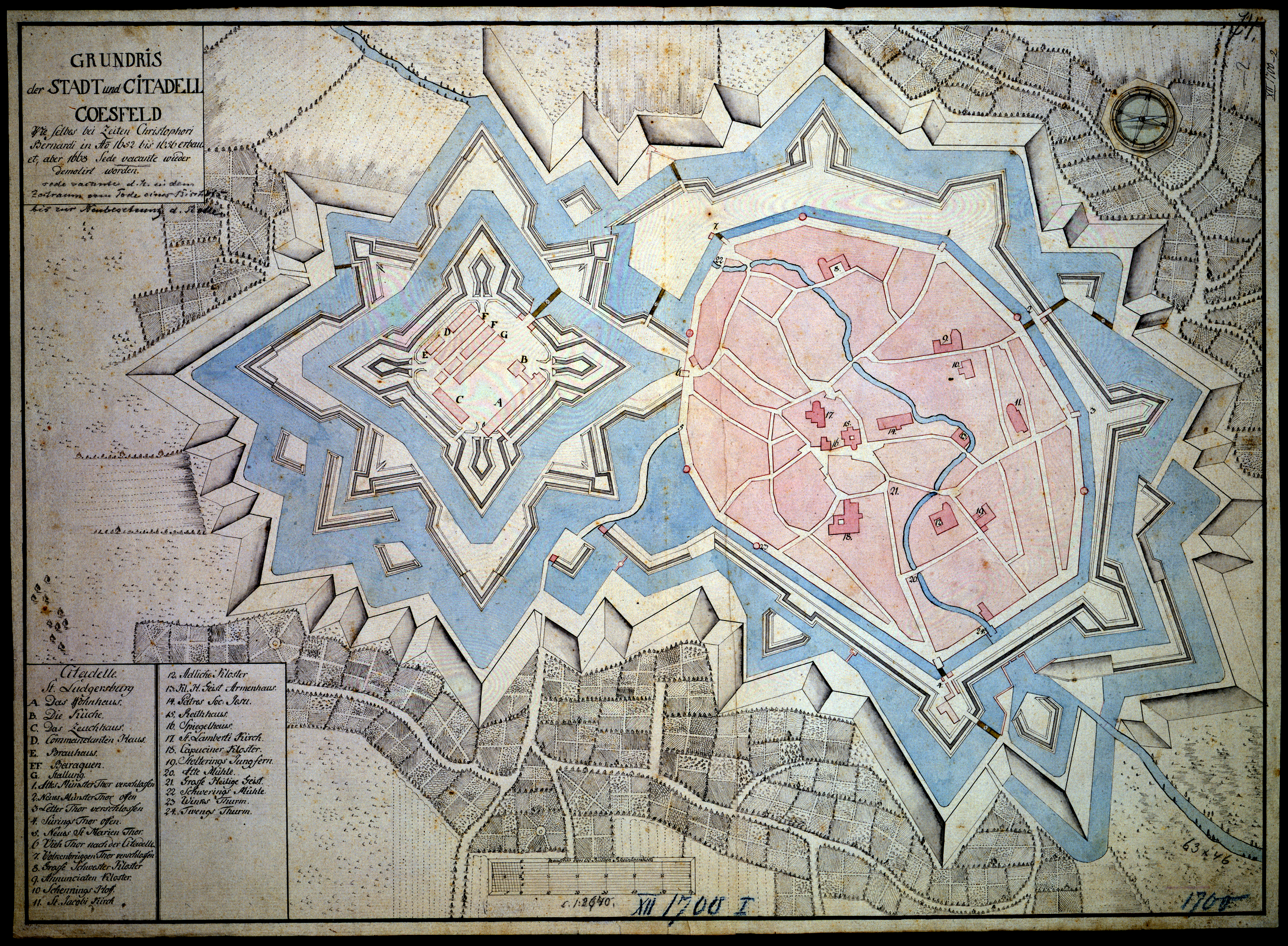
Coesfeld im 17. Jh. mit Ludgerusburg

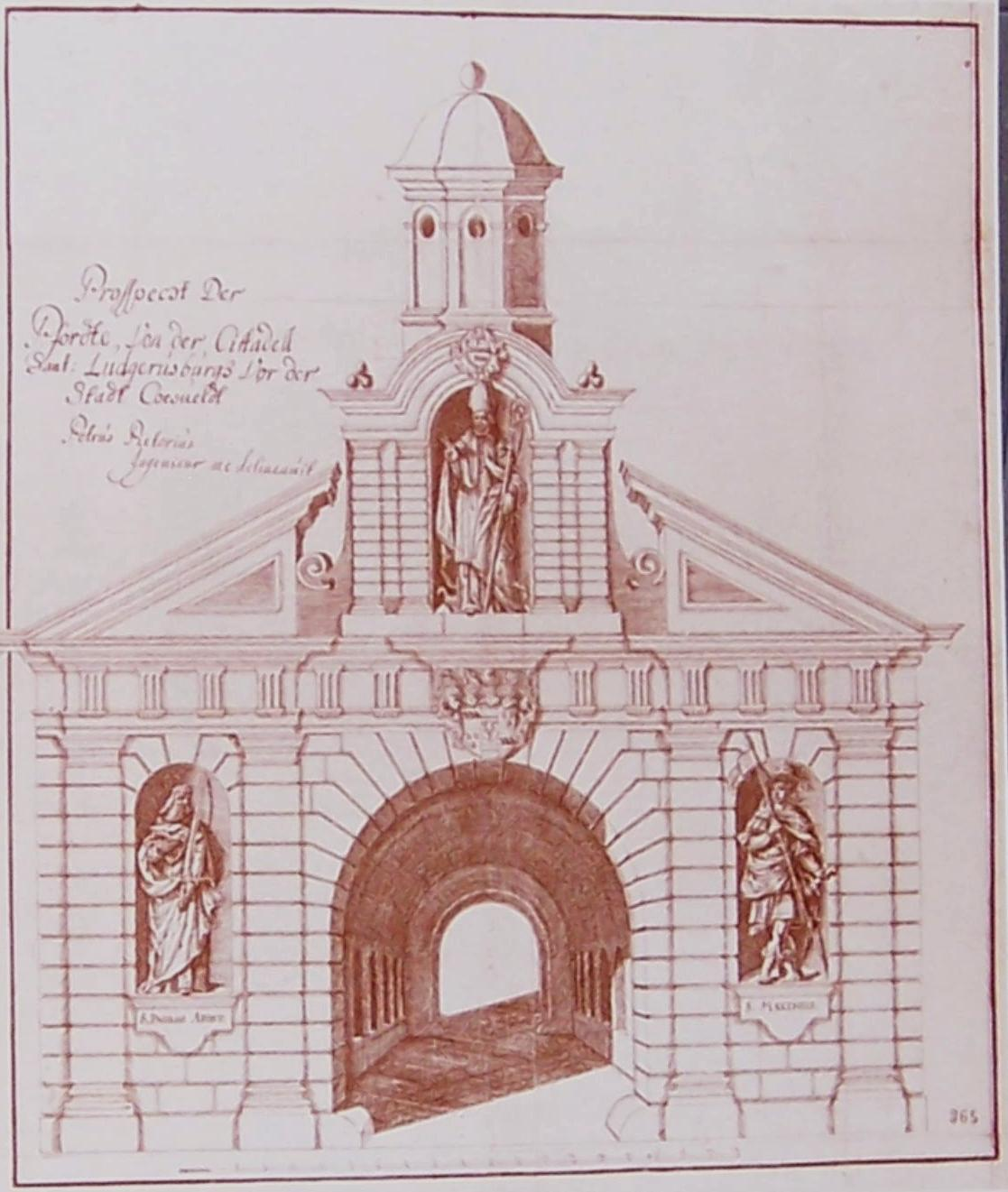
Torhaus der Ludgerusburg – in der linken Nische St. Paulus, rechts St. Maximus, oben St. Ludgerus.

Vor dem Hintergrund seiner Streitigkeiten mit der Stadt Münster beabsichtigte von Galen, Coesfeld zur landesfürstlichen Residenzstadt auszubauen. Die während der Besatzungszeit bereits verstärkten Festungswerke wurden weiter ausgebaut und durch eine geräumige Zitadelle, Ludgerusburg genannt, ergänzt, die ab 1655 vor dem Viehtor im Norden der Stadt entstand. Bereits im Jahr zuvor wurden die Wehre zum Stau der Berkel erneuert, um das Wasser in den Gräben zu halten.
Die Grundfläche der Zitadelle entsprach in etwa der des damaligen Coesfelds. Die Anlage war von quadratischem Grundriss und über eine ihrer Ecken mit den Befestigungsanlagen der Stadt verbunden. Die vier Bastionen trugen je einen Kavalier. Die Festung war von einem breiten wasserführenden Graben umgeben. Entlang des burgseitigen Hauptwalls verlief mit der Fausse-Braie ein niedrigerer, mit rückseitigem Umgang versehener Wall, der Kurtinen und Flanken schützen sollte. Zwischen und vor den Bastionen schützen vier im Graben gelegene Ravelins und Demi-lunes die toten Winkel der Feste.
Die für den Bau der Zitadelle benötigten Ländereien wurden enteignet, die betroffenen Bürger Coesfelds für die Hergabe ihrer Grundstücke entschädigt. Am 28. August 1655 begannen 600 Soldaten des Fürstbischofs mit den Arbeiten. Im Jahr darauf, am 17. Juli 1656, wurde der Grundstein für das Torhaus gelegt, dessen prachtvolle Architektur auf Peter Pictorius den Älteren
zurückgeht. Als Festungsbaumeister gilt jedoch Bernhard Spoede, Pictorius war eher die mit der Ausführung betraute Person. Seine Pläne zur Errichtung einer zentralen Schlossanlage im Innern der Zitadelle wurden allerdings nie vollendet. Christoph Bernhard von Galen zog 1659 daher in einen eigentlich als Nebengebäude vorgesehenen Flügel.
Nach dem Tode des Fürstbischofs, von Galen starb am 19. September 1678 in Ahaus, hatten seine Nachfolger Ferdinand Freiherr von Fürstenberg († 1683) und Maximilian Heinrich von Bayern († 1688) zunächst noch Interesse am Erhalt der Zitadelle und des Schlosses. Direkt nach Maximilians Tod aber ließ das Domkapitel in Münster, das Coesfeld als Residenzstadt wieder abgelöst hatte, die Anlage weitestgehend schleifen. Die übrigen Stadtbefestigungen Coesfelds wurden im Siebenjährigen Krieg weitgehend zerstört.

## Überreste in heutiger Zeit

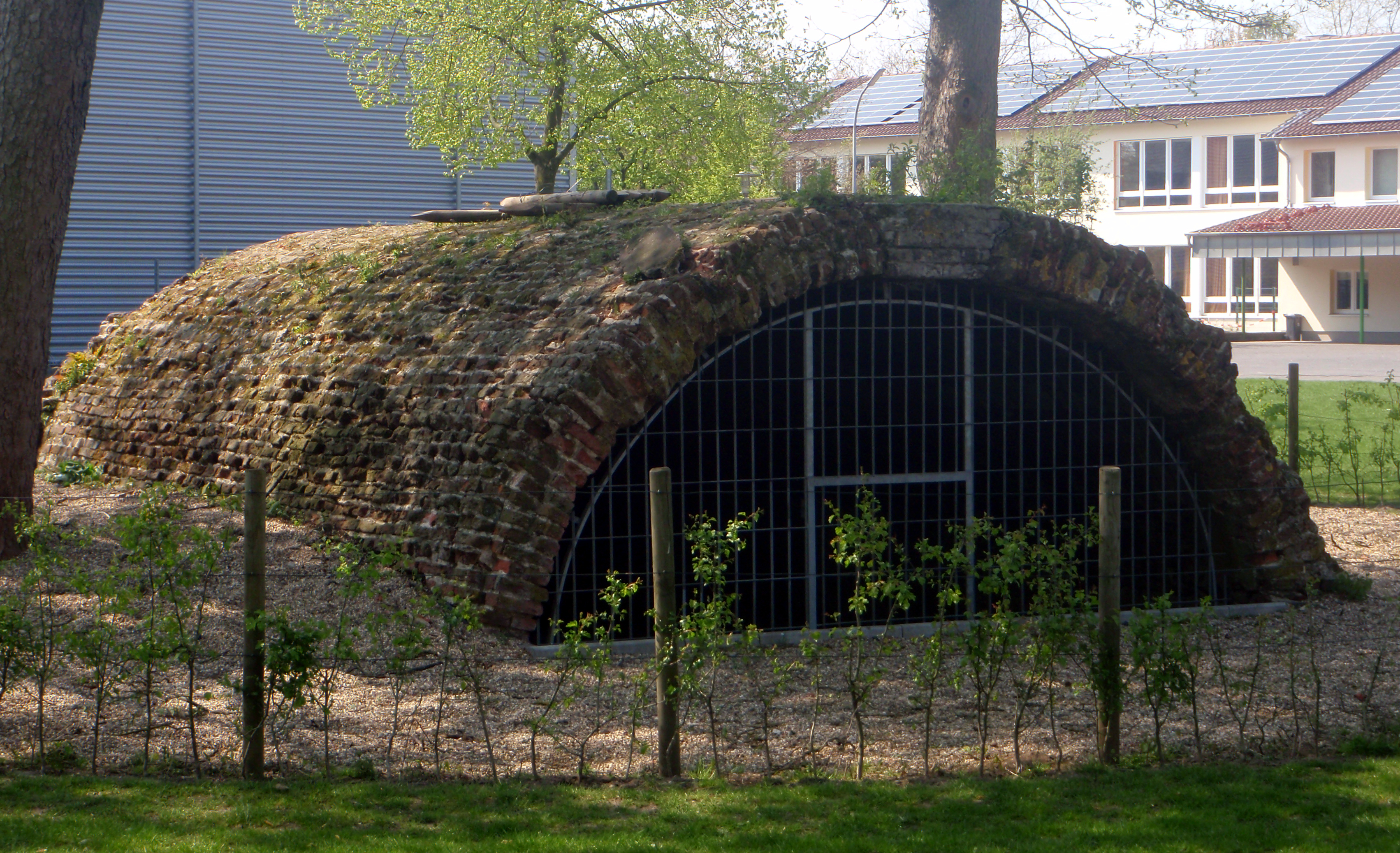
Tonnengewölbe hinter der Stadthalle

Von der Ludgerusburg ist im heutigen Stadtbild Coesfelds nicht mehr viel erhalten. Allerdings befinden sich sämtliche Einrichtungen der heutigen »Kulturmeile« Coesfelds, darunter das Konzert Theater Coesfeld, das WBK, das Kino, das CoeBad und das Schulzentrum auf dem Gelände der früheren Festungsanlage. Die Ruine des Torhauses am Eingang zum Stadtpark an der Osterwicker Straße ist das bekannteste Relikt der ehemaligen Zitadelle. Im Hof hinter der Stadthalle, zwischen den städtischen Badeanstalten und dem Kino gelegen, ist als weitere Ruine ein Tonnengewölbe erhalten, dessen früherer Zweck und Einbindung in die Anlage sich heute nicht mehr zweifelsfrei ergründen lassen. Nördlich der Bahnstrecke von Coesfeld nach Münster ist im Baugebiet Citadelle das weitgehend erhaltene St.-Johannes-Ravelin als Bodendenkmal unter Schutz gestellt worden. Die Straße in seiner unmittelbaren Nachbarschaft trägt den Namen Am Ravelin. Ein benachbartes Biotop ist ein Rest des ehemaligen Burggrabens. Am Eintritt der Berkel in die Stadt sind auch heute noch die ehemaligen Wall- und Schanzanlagen zu erkennen. Die nach von Galen benannten, rechts des Flusses gelegenen, Fürstenwiesen können bei Hochwasser geflutet werden, um die Coesfelder Innenstadt vor Schäden zu bewahren.

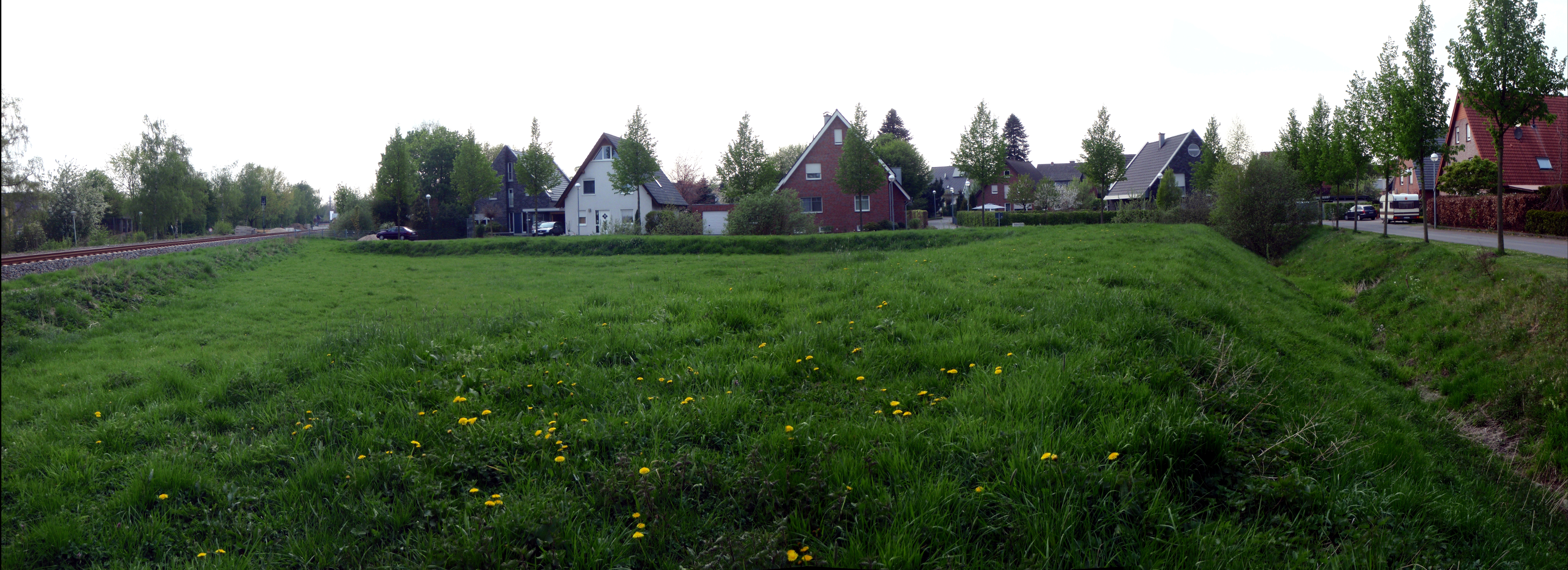
St.-Johannes-Ravelin

Auch von der ehemaligen Stadtbefestigung hat sich nicht viel in die heutige Zeit gerettet. Erhalten sind heute nur noch die Umflut der Berkel entlang der ehemaligen ostseitigen Wälle, das nach dem Zweiten Weltkrieg wieder aufgebaute Walkenbrückentor, das früher auf die Esplanade vor der Zitadelle hinausführte, und der zu Beginn des neuen Jahrtausends renovierte Pulverturm. Dieser dient heute als Domizil des Heimatvereins. Die Coesfelder Promenade führt entlang der früheren Wälle einmal rund um die Innenstadt.